# San Nicola (Tremiti)
San Nicola (Isola di San Nicola) ist eine Insel der Tremiti-Inseln im adriatischen Meer in der Provinz Foggia in der italienischen Region Apulien.
Auf der Insel wohnen 131 Einwohner. Die Insel hat eine Fläche von 42 Hektar.
Es gibt nur eine Fährverbindung zum Festland bzw. zu den anderen Inseln der Inselgruppe.